# زجاج مسلح
الزجاج المسلح هو نوع من أنواع الزجاج الواقي.

## التصنيع

### الطريقة الأولى
1. سحب كمية من مصهور الزجاج وتسطيحه على منضدة متحركة.
2. توضع عليها شبكة من الحديد الزهر المعالج والمقوى أو شبكة نحاس.
3. يصب جزء أخر من مصهور الزجاج على هذه الشبكة ويمر درفيل «اسطوانة» من الحديد الساخن عليها للتسطيح وبعد ذلك يوضع في فرن التبريد.

### الطريقة الثانية
1. توضع الشبكة الحديدية أو النحاسية بين لوحين من الزجاج العادى.
2. توضع في فرن إلى أن تصل درجة حرارته إلى 750 درجة مئوية فيتم لصق الزجاج مع الشبكة الحديدية.
3. تعرض لتيار هواء مفاجئ ليبرد.

## أهميته
- مقاومة الكسر أكثر من الزجاج العادى.
- عندما ينكسر يتفتت إلى قطع كبيرة متصلة لا تتطاير لان بها حديد مسلح فلا تؤذى.